# 珠海市スポーツセンター自動車暴走事件
珠海市スポーツセンター自動車暴走事件（しゅかいしスポーツセンターじどうしゃぼうそうじけん）とは、2024年11月11日に中華人民共和国広東省珠海市香洲区の珠海市スポーツセンターで発生した自動車暴走事件である。犯人の男はSUVでスポーツセンターのランニング用トラックに突入し、35人を殺害し、43人以上を負傷させた。犯行後、犯人は刃物で自殺を図ったが、身柄を拘束され、病院に搬送された。離婚調停に対する不満が犯行動機であったとみられている。12月27日に男は死刑判決を言い渡され、2025年1月20日に死刑が執行された。
事件の動画や報道はインターネット上で検閲の対象となった。事件の詳細は翌日まで明らかにされず、このことは中国のソーシャルメディアで激しい批判を受けた。
この事件は2014年のウルムチ人民公園北街朝市爆発事件以来、中国の乗物による突入攻撃としては最悪の死者数を記録した。

## 攻撃

珠海市スポーツセンターの地図。赤い線が引かれているのがランニング用トラック。

珠海では事件翌日の11月12日から大規模な民間・軍事航空ショーの中国国際航空宇宙博覧会（珠海航空ショー）が開催予定であったことから警備が強化されていた。
中国標準時2024年11月11日19時48分頃、犯人の男は約300人が運動していた珠海市スポーツセンターのランニング用トラックに70–80 km/h (43–50 mph)で運転するSUVで突入した。目撃者によると、犯人はランニング用トラックをループ状に走行し、多くの人に衝突した。
一部の犠牲者は地元運動グループのスポーツユニフォームを着ていた。目撃者によると、多くの犠牲者は運動グループに所属する中高年の人々であった。スポーツ施設では毎日6から7のグループが音楽を流しながら歩いていた。大音量で音楽を流してことにより突入に気がつくのが遅れ、人々が逃げる時間が殆ど無かった可能性がある。
フィットネスセンターを設計した建築家は聯合早報に対し、トラックには石製のボラードと柵が周囲全体に設置されており、乗り物の侵入は禁止されていたと語った。建築家は犯人はスタジアムの反対側から犯行現場に侵入したと疑っている。
11月12日、地元警察はこの事件で35人が死亡し、45人が負傷したと発表した。11月13日、中華人民共和国外交部は犠牲者の中に外国国民はいなかったことを発表した。

## 容疑者
警察の発表によると、容疑者は離婚歴のある62歳の男であった。男は現場から逃走中に拘束された。男はSUVの車内で自傷行為とみられる首への刺し傷を負って意識不明の状態で発見され、治療のために病院に搬送された。警察によると、男は刃物で自身の首と胸を切りつけ、昏睡状態に陥った。初期の報道では、事件は男の離婚後の財産分与に対する不満が原因だと主張された。ジャーナリストは、無差別攻撃の傾向と中国経済の不況と中国国内の社会的圧力の高まりの間に関係があることを示唆し、不況が事件の要因となった可能性があると指摘している。
事件に使用されたのは地元の自動車ディーラーで購入した北京・BJ40であった。BJ40は車両重量約2トン、価格は約20万人民元（3.1万アメリカ合衆国ドル）の大型オフロード車である。男は事件の一週間前にローンを組んでこの車を購入し、事件前日の11月10日に納車されていた。
2024年12月27日、珠海市の中級人民法院は危険な方法による公共安全危害罪に問われた男に死刑判決を言い渡した。同法院は動機について、離婚後の財産分与に対する不満といった理由で怒りを発散しようとしたと認定した。
2025年1月20日、男の死刑が執行された。

## 影響

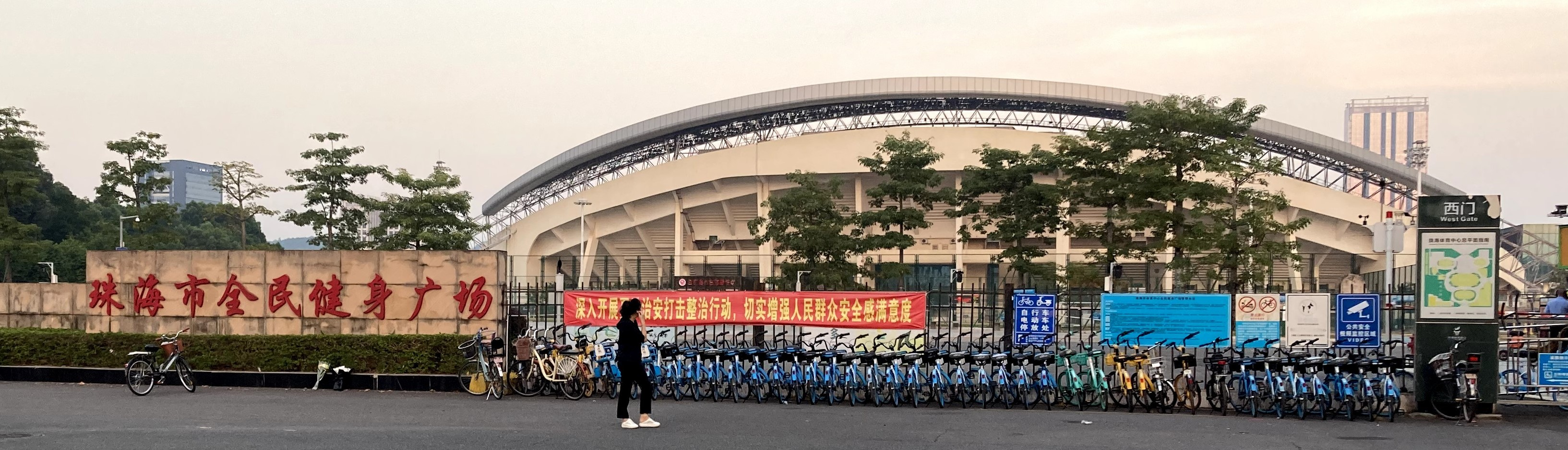
事件翌日の珠海市スポーツセンター西門

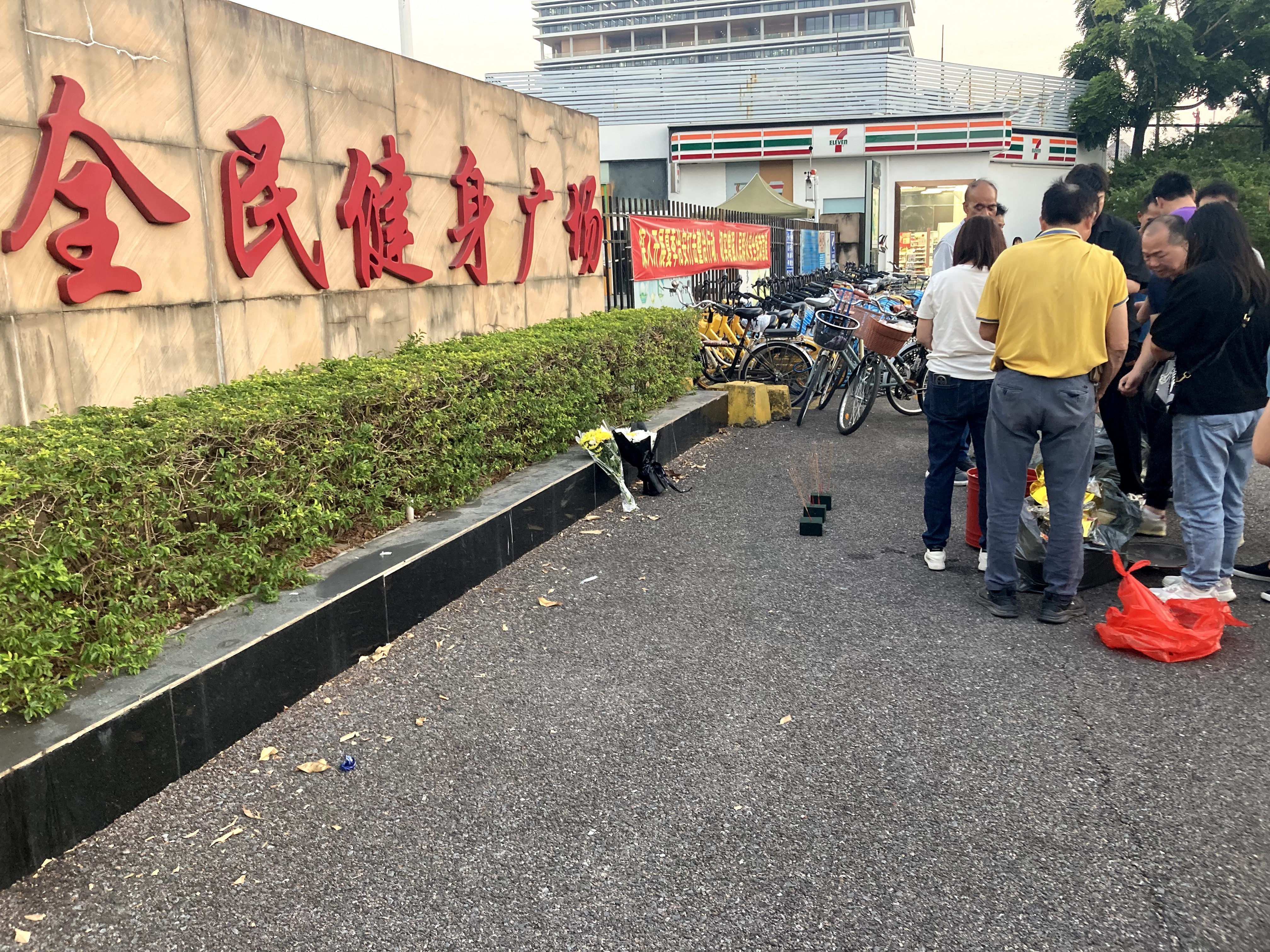
事件翌日に珠海市スポーツセンター西門に集まった哀悼者たち

事件直後、多くの地元住民が病院や血液バンクに献血に向かい、一晩中長い列ができた。
事件現場には仮設の献花台が設置されたが、中国当局は直ちに花束、ろうそく、酒類を撤去し、仮設の献花台周辺を封鎖した。サウスチャイナ・モーニング・ポストによると、現場の警察は訪問者に対し「悪意を持った敵対的外国勢力」がいると述べた。
中国共産党党委書記や市長を含む地元当局者が現場に到着し、救助活動を監督するとともに、負傷者の治療を迅速に行い、事件を捜査し、犠牲者の家族を支援するためのタスクフォースを設置した。珠海市スポーツセンターは11月11日21時頃に通知を出し、即時の営業停止を発表した。習近平党総書記は李強国務院総理と共に11月12日夜に指示を出し、負傷者の治療に全力を尽くし、法に基づいて犯人を厳重に処罰し、社会的リスクを軽減する措置を講じるよう求めた。中国共産党中央政治局委員で広東省党委書記の黄坤明は事件を受け、安全な広東省を築く広東省委員会の特別会議を含む一連のビデオ会議を開催した。
11月12日、在中華人民共和国日本国大使館は中国での個人の安全問題について自国民に警告し、公共の場で大声で日本語で話さないように勧告した。林芳正内閣官房長官は犠牲者と遺族に対して哀悼の意と同情を示し、現時点の報告では犠牲者の中に日本人はいないと述べた。

### 中国当局による検閲
事件発生当時、事件や詳細について検索することは検閲された。事件後の最初の数時間、中国メディアは事件について報道しないように指示された。事件後の最初の24時間、事件当日の出来事に関する画像や動画を含む記事や投稿は検閲された。事件は中国国際航空宇宙博覧会の開催前日に発生したため、これらの検閲は中国のソーシャルメディア上でさらなる緊張を引き起こし、人々は事件に関する詳細が不明なことに怒りを見せた。新浪微博では死者数に言及したハッシュタグが検閲された。
11月12日の朝、新浪微博には珠海で何かが起こったことを示す曖昧な投稿しかなかった。その一方、中国本土以外では動画がXで拡散された。イタリア在住のYouTuber李老師不是你的老師は、消防士が負傷者を救助している間、数名が地面に横たわり、女性が痛みで叫んでいる動画をXに投稿した。
11月12日、スティーヴン・マクドネルを含むBBCニュースのジャーナリストは生中継中に地元民に変装した中国共産党関係者とみられる人物らに押されるなどの妨害行為を受けた。TBSテレビの記者は「撮影していたら近所の住民を名乗る人に取り囲まれた上、警察を呼ばれ、派出所に連れて行かれて、全ての素材を削除させられました」とXに投稿した。地元当局は、事件後に負傷者が運ばれた集中治療室の外に留まり、ジャーナリストが負傷者の家族と話すのを阻害した。
香港浸会大学の中国の検閲の研究者は、死者数の多い事件に関する情報統制は中国では普通のことだと述べた。彼女はその理由を混乱と模倣犯の可能性を減らすためだと考えている。